# 拋物線軌道

此图像中的绿色轨迹是抛物线轨迹的示例。

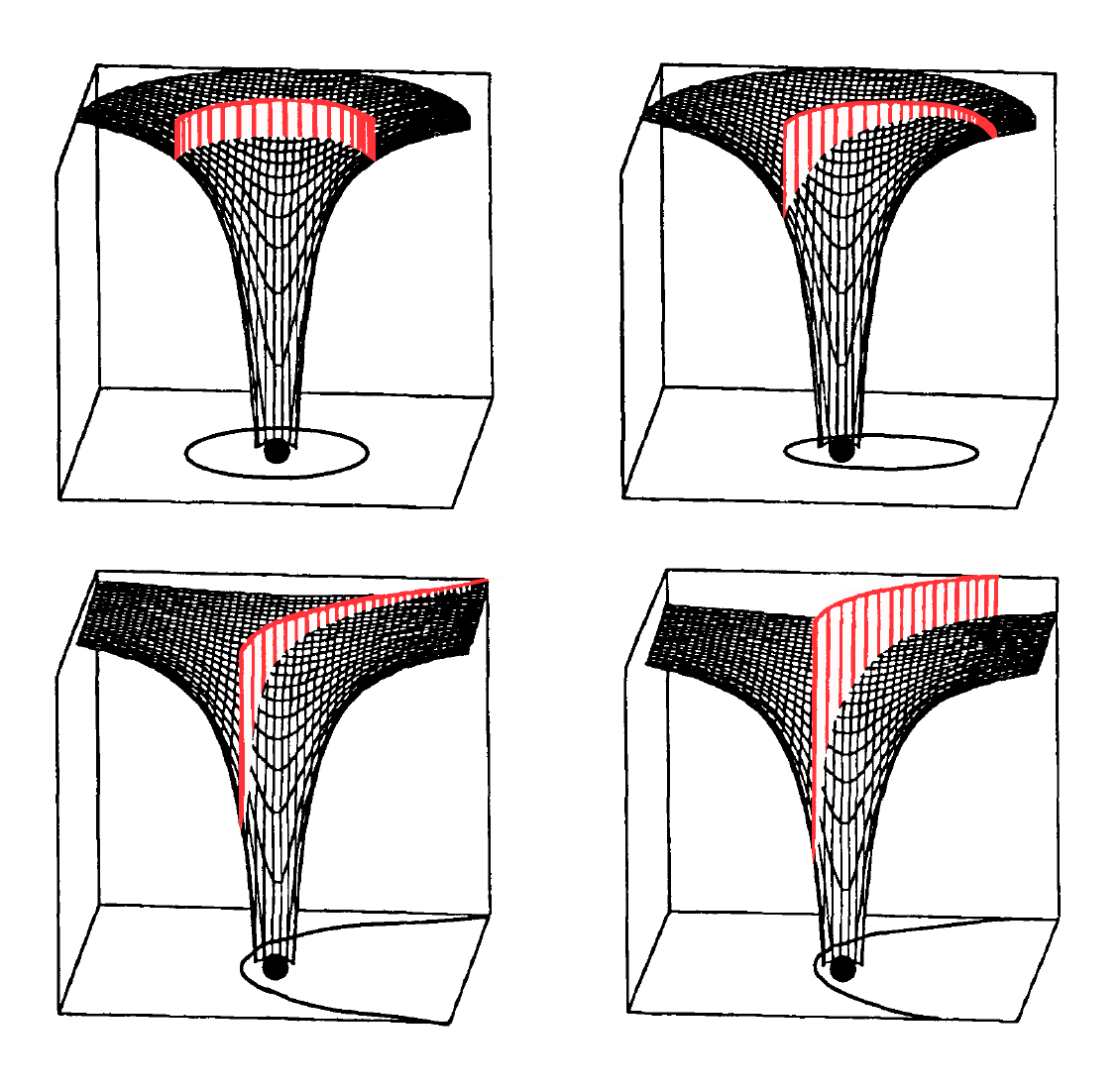
在该图的左下图描绘了抛物线轨迹，其中中心质点的势阱显示了势能，而抛物线轨迹的动能为红色。根据开普勒定律，随着速度的降低和距离的增加，动能逐渐趋于零。

在天体动力学或天体力学中，抛物线轨道（英語：parabolic trajectory）是离心率等于1的开普勒轨道，并且是一个无界轨道，正好介于椭圆和双曲线之间。从一处离开时，它称为逃逸轨道，否则称为捕获轨道。有时也称为C3 = 0 轨道。
在标准假设下，沿着逃逸轨道运行的物体将沿着抛物线轨迹滑行至无穷远，相对于中心物体的速度趋于零，因此将永远不会返回。抛物线轨迹是能量最小的逃逸轨迹，将正能量的双曲线轨道与负能量的椭圆轨道分开。

## 速度
沿抛物线轨道运行的物体的轨道速度（ {\displaystyle v} ) 可以表示为：
{\displaystyle v={\sqrt {2\mu  \over r}}}
其中：
- {\displaystyle r}是轨道天体到中心天体的径向距离，
- {\displaystyle \mu }是标准重力参数。

在任何位置，轨道天体都具有该位置的逃逸速度。
如果一个物体获得一个相对于地球的逃逸速度，由于其不足以逃逸太阳系，其在地球附近的轨道类似于抛物线，但在更远的地方它会变入围绕太阳的椭圆轨道。
这个速度（ {\displaystyle v} ) 与物体在半径等于抛物线轨道的径向距离的圆形轨道的轨道速度相关：
{\displaystyle v={\sqrt {2}}\,v_{o}}
其中：
- {\displaystyle v_{o}}是物体在圆形轨道上的轨道速度。

## 轨迹方程
对于沿着这种轨道运动的物体，轨迹方程变为：
{\displaystyle r={h^{2} \over \mu }{1 \over {1+\cos \nu }}}
其中：
- {\displaystyle r\,}是轨道天体到中心天体的径向距离，
- {\displaystyle h\,}是轨道天体的比角动量，
- {\displaystyle \nu \,}是轨道天体的真近点角，
- {\displaystyle \mu \,}是标准重力参数。

## 能量
在标准假设下，抛物线轨道的比轨道能量（ {\displaystyle \epsilon } ) 为零，因此该轨道的轨道能量守恒方程为以下形式：
{\displaystyle \epsilon ={v^{2} \over 2}-{\mu  \over r}=0}
其中：
- {\displaystyle v\,}是轨道天体的轨道速度，
- {\displaystyle r\,}是轨道天体到中心天体的径向距离，
- {\displaystyle \mu \,}是标准重力参数。

这完全等同于特征能量（无穷远处速度的平方）为 0：
{\displaystyle C_{3}=0}

## 巴克方程
巴克方程阐述了在抛物线轨道中真近点角与运动时间之间的关系
{\displaystyle t-T={\frac {1}{2}}{\sqrt {\frac {p^{3}}{\mu }}}\left(D+{\frac {1}{3}}D^{3}\right)}
其中：
- {\displaystyle D=\tan {\frac {\nu }{2}}}，{\displaystyle \nu }是轨道的真近点角
- {\displaystyle t}是秒单位下的运动时间
- {\displaystyle T}是近点通过的时间，以秒为单位
- {\displaystyle \mu }是标准重力参数
- {\displaystyle p}是轨道的半通径({\displaystyle p={\frac {h^{2}}{\mu }}})

更一般的，在轨道上任意两个点所对应的时间的差值为
{\displaystyle t_{f}-t_{0}={\frac {1}{2}}{\sqrt {\frac {p^{3}}{\mu }}}\left(D_{f}+{\frac {1}{3}}D_{f}^{3}-D_{0}-{\frac {1}{3}}D_{0}^{3}\right)}
同样的，这条方程也可以使用近点距离表示，在一个有 
rp = p/2的轨道中：
{\displaystyle t-T={\sqrt {\frac {2r_{p}^{3}}{\mu }}}\left(D+{\frac {1}{3}}D^{3}\right)}
与开普勒方程不同——同样也用于求解在椭圆和双曲轨迹中的真近点角，巴克方程中可以直接解出真近点角与时间的关系。如果我们做如下代换
{\displaystyle A={\frac {3}{2}}{\sqrt {\frac {\mu }{2r_{p}^{3}}}}(t-T)}
{\displaystyle B={\sqrt[{3}]{A+{\sqrt {A^{2}+1}}}}}
则有：
{\displaystyle \nu =2\arctan \left(B-{\frac {1}{B}}\right)}